# Третье Поле
Тре́тье По́ле — деревня в Вачском районе Нижегородской области. Входит в состав Чулковского сельсовета. Находится на расстоянии около 2 км восточнее села Большое Загарино.
В прошлом — деревня Больше-Загаринского прихода Загаринской волости Муромского уезда Владимирской губернии.

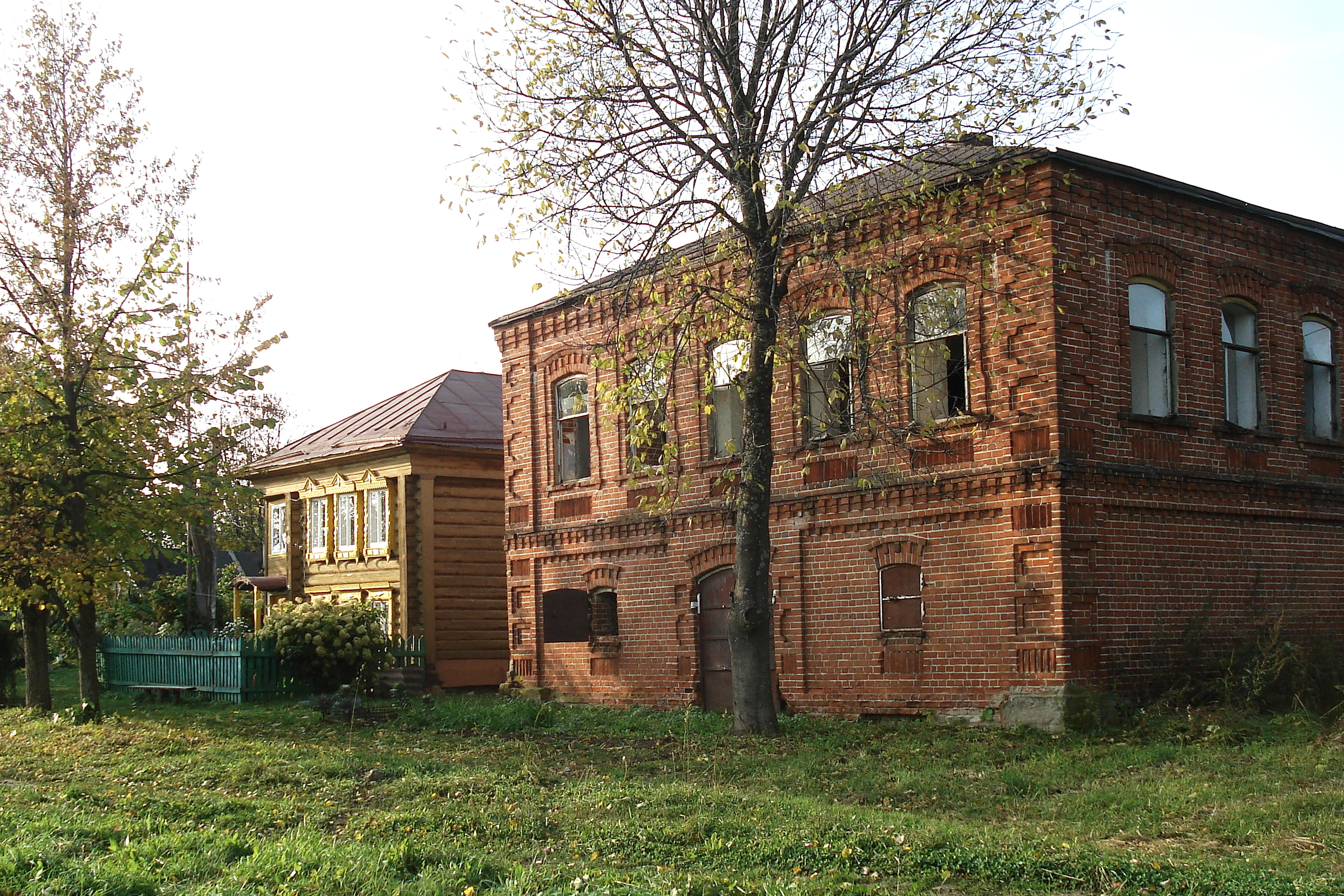
В деревне Третье Поле есть два двухэтажных дома

Деревня названа Третьем Полем потому, что это третье место её расположения. Предыдущие два были неудовлетворительны (подтопляла вода) и деревню пришлось дважды переносить.

## Третье Поле в исторических документах
- В писцовых книгах 1628—1630 годов отмечается, что в деревне Третье Поле 12 дворов крестьянских и 5 дворов пустых.
- В окладных книгах Рязанской епархии за 1676 год в составе прихода села Загарина упоминается деревня Третье Поле, в которой 19 дворов крестьянских.
- В «Историко-статистическом описании церквей и приходов Владимирской Епархии» за 1897 год сказано, что в Третьем Поле 25 дворов.

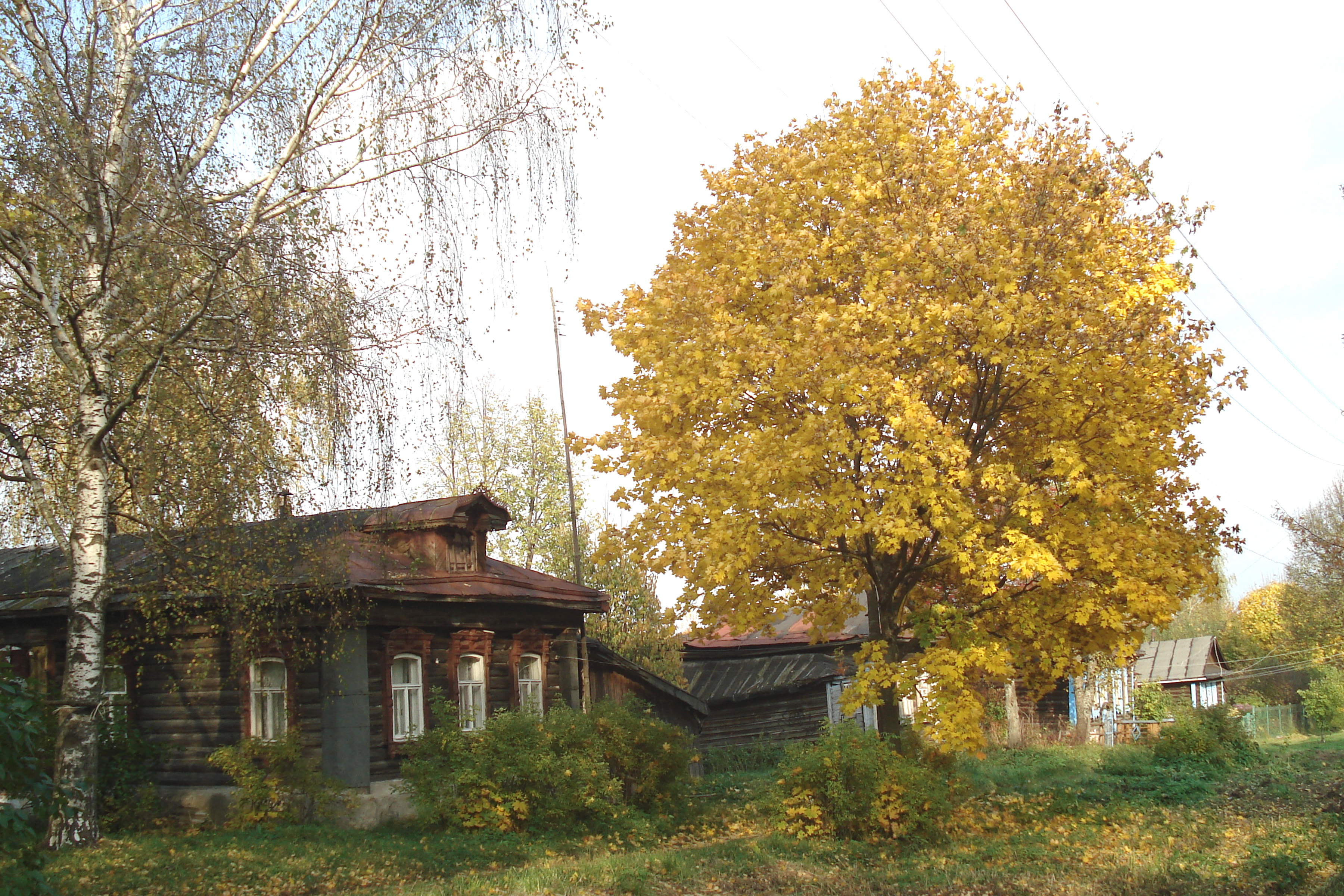
Третье Поле

## Население
| 1859 | 1905 | 1926 | 1999 | 2002 | 2010 |
| ---- | ---- | ---- | ---- | ---- | ---- |
| 155  | ↗185 | ↘184 | ↘14  | ↗20  | ↘4   |

## Третье Поле в наши дни
В настоящее время в Третье Поле нет никаких предприятий, учреждений, торговых точек. Иногда приезжает «автолавка» предпринимателя из Яковцево. Зимой в Третьем Поле живёт не более пяти человек и деревня может прекратить своё существование в ближайшие годы.
В деревне имеется хорошо сохранившийся двухэтажный кирпичный купеческий дом, немало домов в хорошем состоянии, в том числе, недавно отремонтированных, а также имеются две неплохого качества кирпичные «палатки» — так местное население называет хозяйственные строения, встречающиеся только в сёлах и деревнях данной округи, отличающиеся кубической формой, качественной кирпичной кладкой, богато декорированными металлическими дверями (или ставнями) с полукруглым верхом. «Палатки», по рассказам старожилов, предназначались для хранения ценных вещей на случай пожаров. Кроме Третьего Поля, «палатки» и иные хозяйственные строения, сделанные в таком же стиле, есть в Яковцево, Пожоге, Высоково, Соболево и других. Присутствие подобных строений, особенно в совокупности с каменными домами, может говорить о наличии во второй половине XIX века в этих местах зажиточных сельских жителей.

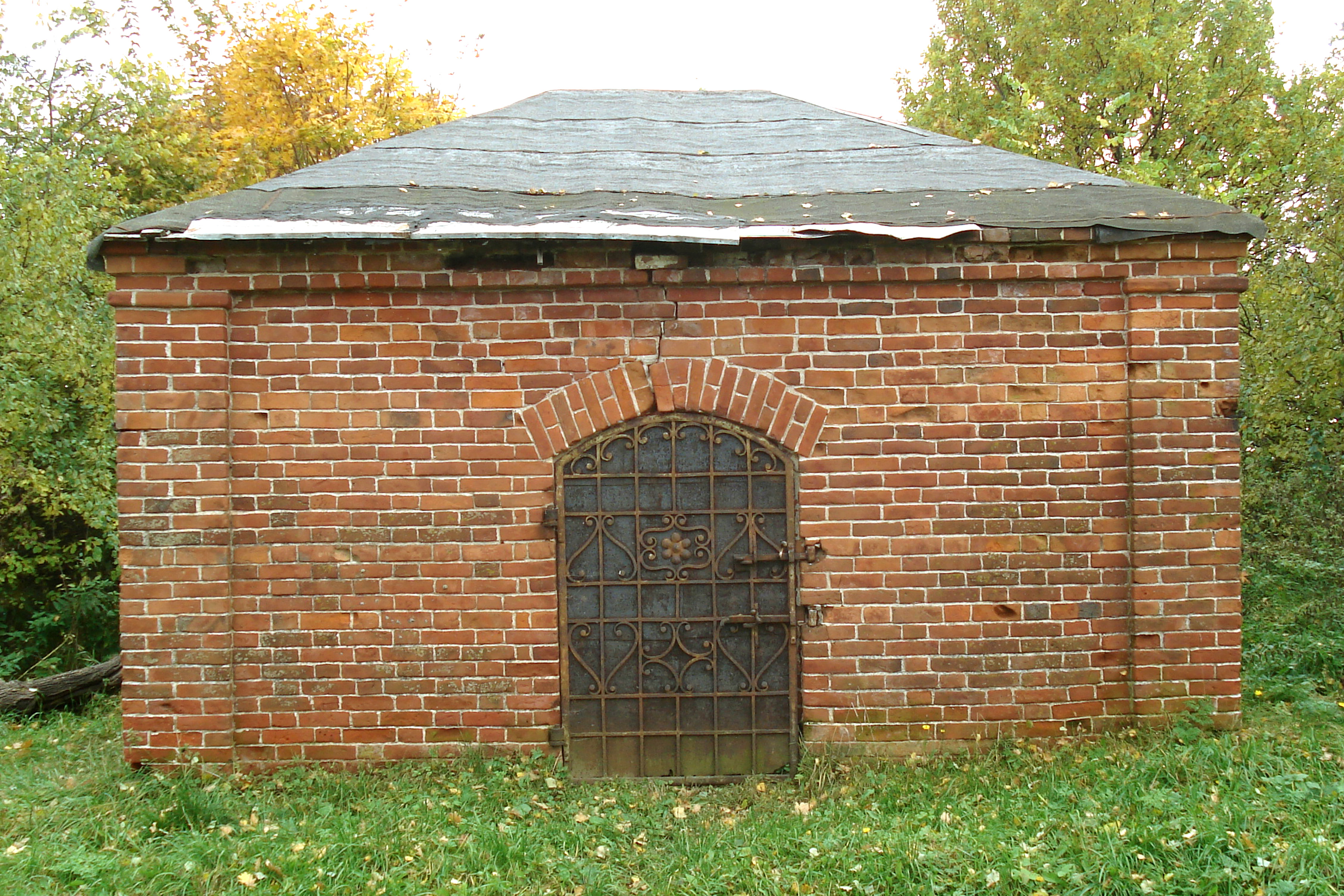
Третье Поле. «Палатка» — местное название хозяйственного строения XIX века, встречающегося только в этом районе и отличающегося кубической формой, изящным декором металлических дверей или ставень с полукруглым верхом

Доехать до Третьего Поля на автомобиле можно по автодороге Р125 Муром — Нижний Новгород, повернув у Федурино (рядом с поворотом на Вачу) в сторону Чулково, проехав по асфальтированной дороге около 10 км, повернуть направо на Большое Загарино и, проехав через него, преодолеть ещё около 2 км по полевой дороге, по которой на обычном легковом автомобиле можно проехать только в хорошую погоду. Вместо пути через Большое Загарино можно ехать через Кошкино, что дольше, но иногда проще с точки зрения проезда по полевым дорогам. Или доехать на автобусе № 100 Павлово — Вача — Чулково до Большого Загарина и пройти по полю 2 км пешком.